# Michel Esdras Bernier

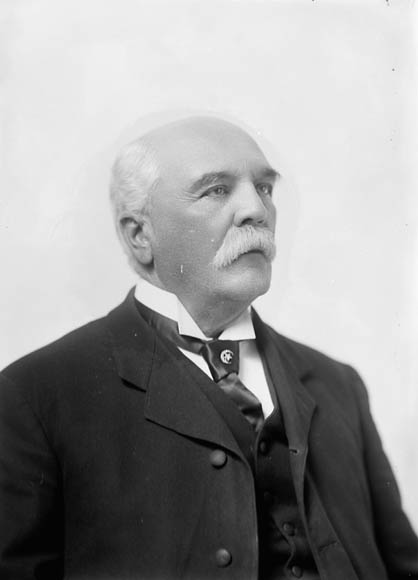
Michel Esdras Bernier (1910)

Michel Esdras Bernier PC (* 28. September 1841 in Saint-Hyacinthe, Ostkanada, heute Québec; † 27. Juli 1921) war ein kanadischer Jurist, Unternehmer und Politiker der Liberalen Partei Kanadas, der mehr als 21 Jahre lang Abgeordneter des Unterhauses sowie Minister im 8. kanadischen Kabinett von Premierminister Wilfrid Laurier war. 

## Leben
Bernier absolvierte nach dem Schulbesuch ein Studium der Rechtswissenschaften und war danach als Notar und Unternehmer tätig.
Als Kandidat der Liberalen Partei wurde er bei der Wahl vom 20. Juni 1882 erstmals zum Mitglied des Unterhauses gewählt und vertrat dort bis zu seinem freiwilligen Mandatsverzicht am 1. Februar 1904 den in Québec gelegenen Wahlkreis St. Hyacinthe.
Am 22. Juni 1900 berief Premierminister Wilfrid Laurier ihn zum Minister für Inlandsteuern in das 8. kanadische Kabinett. Dieses Ministeramt bekleidete er bis zu seinem Rücktritt am 18. Januar 1904.
Nach seinem Ausscheiden aus Regierung und Unterhaus wurde Bernier am 1. Februar 1904 zum stellvertretenden Chefkommissar der kanadischen Eisenbahnkommission ernannt. Auf diesem Posten verblieb er bis 1914.